# Барон Теддер

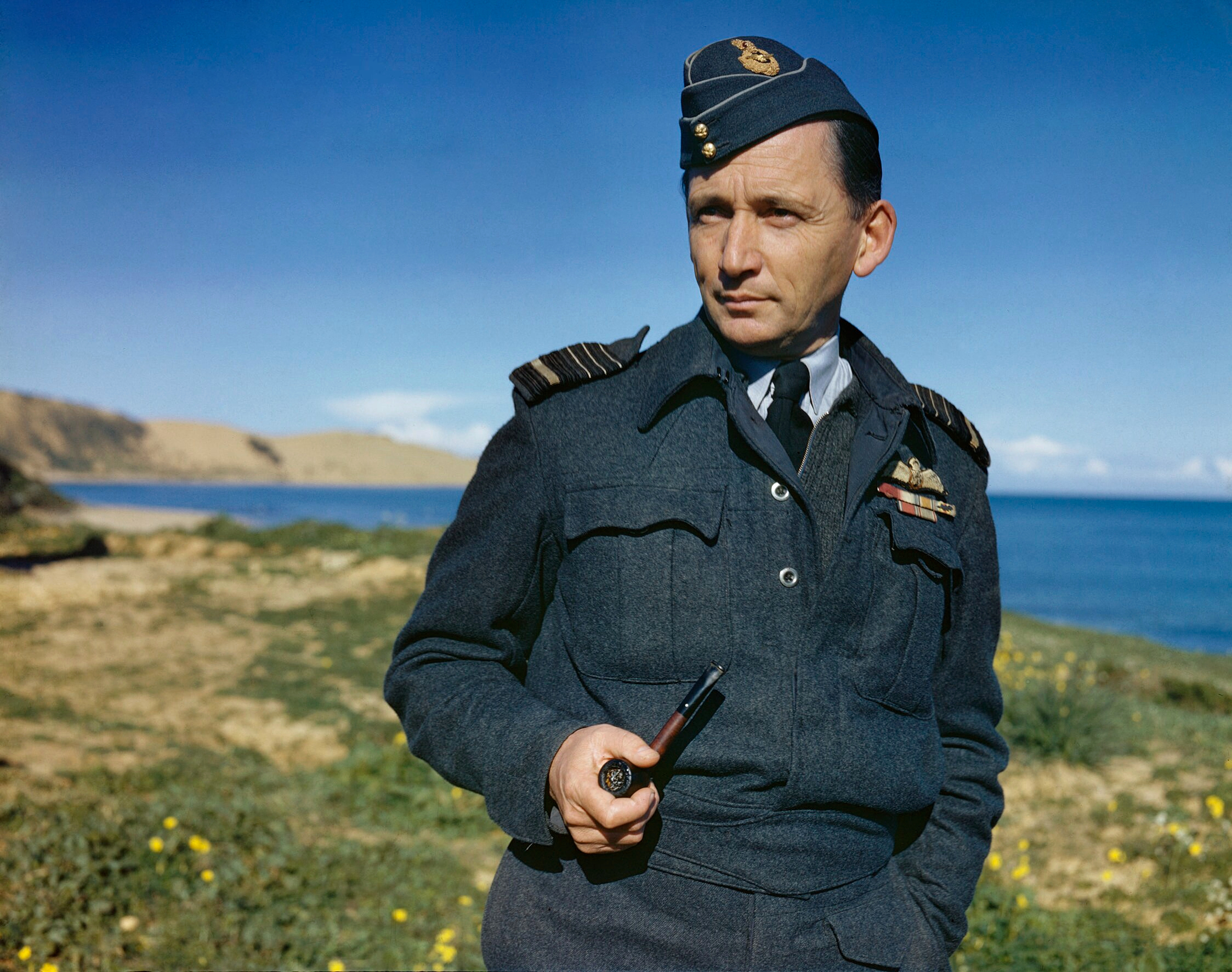
Маршал Королевских ВВС Артур Уильям Теддер, 1-й барон Теддер (1890—1967)

Барон Теддер из Гленгойна в графстве Стерлингшир — наследственный титул в системе Пэрства Соединённого королевства. Он был создан 23 января 1946 года для маршала Королевских ВВС сэра Артура Теддера (1890—1967). Его второй сын, Джон Майкл Теддер, 2-й барон Теддер (1926—1994), был профессором химии в университете Сент-Эндрюса. 
По состоянию на 2025 год носителем титула являлся сын последнего, Робин Теддер, 3-й барон Теддер (род. 1955), который сменил своего отца в 1994 году.
Сэр Артур Джон Теддер (1851—1931), отец первого барона, был комиссаром Совета таможенного управления и разработки пенсии по старости.

## Бароны Теддер (1946)
- 1946—1967: Артур Уильям Теддер, 1-й барон Теддер (11 июля 1890 — 3 июня 1967), сын сэра Артура Джона Теддера (1851—1931)[1];
- 1967—1994: Джон Майкл Теддер Теддер, 2-й барон Теддер[англ.] (4 июля 1926 — 18 февраля 1994), второй сын предыдущего[2];
- 1994 — настоящее время: Робин Теддер, 3-й барон Теддер (род. 6 апреля 1955), старший сын предыдущего[3];
  - Наследник титула: достопочтенный Бенджамин Джон Теддер (род. 1985), старший сын предыдущего[4].